# 글레이버 토레스
글레이버 다비드 토레스(스페인어: Gleyber David Torres, 1996년 12월 13일 ~ )는 베네수엘라 출신의 야구 선수이자, 2023년 현재 미국 메이저 리그인 뉴욕 양키스의 선수이다.

## 프로 이전
베네수엘라의 카라카스에서 태어난 토레스는 4세에 야구를 시작했다. 이후 투수, 중견수, 포수 등으로 활약하였지만, 결국 유격수로 자리 잡게 되었다. 그는 14세에 메이저리그 스카우터들과 접촉하기 위해 마라카이에 있던 아카데미에 등록을 하였고, 2013년에 시카고 컵스와 170만 달러의 계약금을 받고 아마추어 자유 계약을 체결하게 된다.

## 선수 경력

### 시카고 컵스

#### 마이너 리그 시절
시카고 컵스와 계약을 체결한 후 팀의 루키 리그 팀인 애리조나 컵스에 합류하면서 프로 데뷔를 하게 된다. 그리고 이 해에 0.273의 타율과 29타점을 기록하는 등 좋은 활약을 하면서 시즌 막판에는 하위 싱글A로 승격을 하게 된다. 2015년에는 싱글A 팀인 사우스 벤드 컵스에서 시즌을 시작하였고 0.293의 타율과 62타점을 기록하는 등 좋은 활약을 하였다. 그리고 2016년에는 이러한 활약 및 그의 잠재력을 인정 받아 메이저 리그 공식 사이트 기준으로 리그 전체 유망주 순위에서 28위에 선정된다. 그리고 2016년 시즌 개막 후 상위 싱글A 팀인 머틀 비치 펠리컨스에서 활약하던 중 애덤 워런, 빌리 맥키니, 라샤드 크로포드와 함께 아롤디스 채프먼을 상대로 뉴욕 양키스로 트레이드 되었다.

### 뉴욕 양키스

#### 마이너 리그 시절
트레이드 된 후에 뉴욕 양키스의 상위 싱글A 팀인 탬파 양키스로 이동하였고, 그 곳에서 시즌을 마치게 된다. 이듬해인 2017년에는 더블A 팀과 트리플A 팀을 거치며 활약하던 중 헤드퍼스트 슬라이딩을 하다가 왼쪽 팔꿈치에 부상을 당하게 되고, 토미 존 수술을 받게 되면서 시즌을 마무리하게 된다. 그리고 시즌 종료 후에 팀의 40일 로스터에 등록이 되었다. 2018년에는 트리플A 팀인 스크래튼/윌크스배러 레일라이더스에서 시즌을 시작하였고, 이 때 14경기에 출장하여 0.347의 타율을 기록하는 등 좋은 활약을 하였다. 그리고 4월 22일에 메이저리그에 콜업을 받게 된다.

#### 2018년
4월 22일에 메이저리그로 콜업 된 후 당일 경기인 토론토 블루제이스와의 경기에서 8번 타자 겸 2루수로 선발 출장하면서 메이저리그 데뷔전을 치르게 된다. 그리고 다음날에 열린 마이애미 말린스와의 경기에서 메이저리그 첫 안타를 기록하였고, 5월 4일에 치러진 클리블랜드 인디언스전에서 메이저리그 데뷔 첫 홈런을 기록하였다. 이후 경기에 꾸준히 출전하며 전반기에만 0.294의 타율과 15개의 홈런, 42타점을 기록하는 등 뛰어난 활약을 펼쳤고, 이 덕분에 아메리칸 리그 올스타에 선정된다. 후반기에 0.249의 타율을 기록하는 등 전반기에 비해 비교적 부진하였고, 그 결과 아메리칸 리그 올해의 신인 상 투표에서 오타니 쇼헤이, 미겔 안두하르에 밀린 3위를 차지하였다.

#### 2019년
2019년 시즌에는 6월 19일 탬파베이 레이스와의 경기에서 통산 첫 만루 홈런을 기록하였고, 전반기에 0.292의 타율과 19개의 홈런과 50개의 타점을 기록하는 등 좋은 활약을 펼친 덕분에 통산 두 번째 아메리칸 리그 올스타에 선정되었다. 이 시즌에는 후반기에도 19개의 홈런을 기록하는 등 좋은 활약을 하였고, 그 결과 144경기에 출장하여 0.278의 타율과 38개의 홈런, 그리고 90개의 타점을 기록하였다. 또한 포스트시즌에 진출한 후에도 총 9경기에 출장하여 0.324의 타율과 3 홈런을 기록하며 활약하였지만, 팀이 아메리칸 리그 챔피언십 시리즈에서 휴스턴 애스트로스에 2승 4패로 패하면서 시즌을 마감하게 된다.

#### 2020년
2020년 시즌에는 기존 주전 유격수였던 디디 그레고리우스가 필라델피아 필리스로 이적하면서 팀의 주전 유격수가 되었다. 그리고 코로나19로 인해 진행된 단축 시즌에서 팀이 치른 60경기 중 40경기에 유격수로 선발 출장하였지만, 9개의 실책을 기록하는 등 부진하였고, 타격에서도 0.243을 기록하는 등 전체적으로 아쉬운 모습을 보여주었다.

#### 2021년
2021년 시즌에도 팀의 주전 유격수로 시즌을 시작하였지만, 127경기에 출장하여 0.259의 타율과 9개의 홈런 51개의 타점을 기록하는 등 데뷔 첫 2년에 비해 부진한 모습을 보여주었고, 수비에서도 유격수로 나선 경기에서 18개의 실책을 기록하였으며, DRS(평균적인 선수에 비해 한 선수가 팀을 수비에서 구하거나 희생 시킨 득점의 수)에서 -10을 기록하는 등 좋지 않은 모습을 보이면서 9월부터는 히오 우르셸라에게 유격수 자리를 내주고 2루수로 이동하였다.

#### 2022년
2022년 시즌에는 팀의 주전 2루수로 시즌을 시작하였다. 이 해에는 140경기에 출장하여 0.257의 타율과 24개의 홈런, 76개의 타점을 기록하였다.

## 수상 경력
- 아메리칸 리그 올스타 2회 (2018년, 2019년)

## 연도별 타격 성적
| 연 도  | 소 속 | 경 기 | 타 석 | 타 수 | 득 점 | 안 타 | 2 루 타 | 3 루 타 | 홈 런 | 루 타 | 타 점 | 도 루 | 도 루 자 | 희 생 번 | 희 생 플 | 볼 넷 | 고 4 | 사 구 | 삼 진 | 병 살 타 | 타 율 | 출 루 율 | 장 타 율 | O P S |
| ------ | ----- | ----- | ----- | ----- | ----- | ----- | ------- | ------- | ----- | ----- | ----- | ----- | -------- | -------- | -------- | ----- | ---- | ----- | ----- | -------- | ----- | -------- | -------- | ----- |
| 2018년 | NYY   | 123   | 484   | 431   | 54    | 117   | 16      | 1       | 24    | 207   | 77    | 6     | 2        | 1        | 5        | 42    | 3    | 5     | 122   | 8        | .271  | .340     | .480     | .820  |
| 2019년 | NYY   | 144   | 604   | 546   | 96    | 152   | 26      | 0       | 38    | 292   | 90    | 5     | 2        | 1        | 6        | 48    | 3    | 3     | 129   | 10       | .278  | .337     | .535     | .871  |
| 2020년 | NYY   | 42    | 160   | 136   | 17    | 33    | 8       | 0       | 3     | 50    | 16    | 1     | 0        | 0        | 0        | 22    | 0    | 2     | 28    | 5        | .243  | .356     | .368     | .724  |
| 2021년 | NYY   | 127   | 516   | 459   | 50    | 119   | 22      | 0       | 9     | 168   | 51    | 14    | 6        | 2        | 4        | 50    | 1    | 1     | 104   | 12       | .259  | .331     | .366     | .697  |
| 2022년 | NYY   | 140   | 572   | 526   | 73    | 135   | 28      | 1       | 24    | 237   | 76    | 10    | 5        | 1        | 3        | 39    | 2    | 3     | 129   | 12       | .257  | .310     | .451     | .761  |
| 통산   | 5시즌 | 576   | 2336  | 2098  | 290   | 556   | 100     | 2       | 98    | 954   | 310   | 36    | 15       | 5        | 18       | 201   | 9    | 47    | 512   | 47       | .265  | .331     | .455     | .785  |

- 2022년 기준, 굵은 글씨는 시즌 최고 성적.